# Driv3r
Driv3r, Driver 3, zapisywany jako DRIV3R – komputerowa gra akcji, trzecia część serii Driver. Gracz wciela się w postać policjanta Tannera, który przenika do świata przestępczego. Jego zadaniem jest rozpracowanie międzynarodowej grupy zajmującej się kradzieżami samochodów.

## Rozgrywka
W grze zawarto 26 misji, dodatkowe tryby gry m.in. tryb swobodnej jazdy po wybranym mieście. W grze umieszczono trzy odwzorowane miasta (i okoliczne miejscowości): Miami (+ Miami Beach i niewielki skrawek Coral Gables), Nicea (i skrawek Cagnes-Sur-Mer) i Stambuł (część europejska), realistyczne uzbrojenie, m.in. pistolety, karabiny maszynowe oraz wyrzutnie rakiet, zawarto innowacyjnie pracującą kamerę oraz „tryb reżyserski”, który pozwala nagrywać filmy z gry.
Głosu postaciom użyczyli m.in.: Michael Madsen, Ving Rhames, Michelle Rodriguez, Mickey Rourke oraz Iggy Pop. W każdej lokacji jest Timmy Vermicelli (po 10). Jest to parodia bohatera z gry Grand Theft Auto: Vice City. Po zabiciu wszystkich dziesięciu Timmy'ch, gracz otrzymuje nakierowanie na specjalną bazę, gdzie są: uzbrojenie, apteczka i specjalny tryb gry. Po wejściu do tej bazy uruchamia się jeden z trybów: w Nicei – wszyscy mają broń i strzelają do Tannera, w Stambule – samochód który prowadzi Tanner, jest znacznie cięższy i odporny na uszkodzenia, natomiast w Miami – zamiast radiowozów tiry ścigają gracza.
Główny bohater gry DRIV3R – Tanner pojawia się w Grand Theft Auto III w misji Dwulicowy Tanner jako zdrajca.

### Pojazdy
Gra umożliwia jazdę nielicencjonowanymi pojazdami występującymi w prawdziwych miastach. W grze dostępne są trzy jednoślady: harley (Miami), motocykl i skuter (Nicea i Stambuł).
Po misji „Dachy” (w jęz. ang. „Rooftops”) w Miami dostępny jest w trybie Przejażdżki samochód, który wcześniej był dostępny jedynie w Nicei. Misja polega na ukradnięciu samochodu mafii.
W każdej lokacji dostępne są 3 ukryte samochody.

## Anulowane wydanie gry
Gra miała pierwotnie zostać wydana na konsolofon Nokia N-Gage. Gra ostatecznie nie została wydana, gdyż ta platforma nie była popularna.

## Odbiór gry
Po szerokiej i intensywnej kampanii reklamowej Driv3r spotkał się z mieszanymi reakcjami.
Gra zdobyła nagrodę MegaGames w kategorii The Worst Game (2005).